# Katrin Ofner
Katrin Ofner (Klagenfurt, 5 maart 1990) is een Oostenrijkse freestyleskiester. Ze vertegenwoordigde haar vaderland op de Olympische Winterspelen 2010 in Vancouver, op de Olympische Winterspelen 2014 in Sotsji en op de Olympische Winterspelen 2018 in Pyeongchang.

## Carrière
Bij haar wereldbekerdebuut, op 12 januari 2008 in Les Contamines-Montjoie, scoorde Ofner direct wereldbekerpunten. Acht dagen later behaalde ze in Kreischberg haar eerste toptienklassering in een wereldbekerwedstrijd. Een maand na haar debuut stond de Oostenrijkse voor de eerste maal in haar carrière op het podium van een wereldbekerwedstrijd. Op de wereldkampioenschappen freestyleskiën 2009 in Inawashiro eindigde Ofner als zeventiende op de skicross. Tijdens de Olympische Winterspelen van 2010 in Vancouver eindigde de Oostenrijkse als 23e op het onderdeel skicross.
In Deer Valley nam Ofner deel aan de wereldkampioenschappen freestyleskiën 2011. Op dit toernooi eindigde ze als vierde op de skicross. Op de wereldkampioenschappen freestyleskiën 2013 in Voss eindigde de Oostenrijkse als zesde op het onderdeel skicross. Tijdens de Olympische Winterspelen van 2014 in Sotsji eindigde Ofner als zesde op de skicross.
In Kreischberg nam de Oostenrijkse deel aan de wereldkampioenschappen freestyleskiën 2015. Op dit toernooi eindigde ze als zeventiende op het onderdeel skicross. Op de wereldkampioenschappen freestyleskiën 2017 in de Spaanse Sierra Nevada eindigde ze als dertiende op de skicross. Tijdens de Olympische Winterspelen van 2018 in Pyeongchang eindigde Ofner als negende op de skicross.
In Park City nam de Oostenrijkse deel aan de wereldkampioenschappen freestyleskiën 2019. Op dit toernooi eindigde ze als veertiende op de skicross. Op 21 december 2020 boekte ze in Val Thorens haar eerste wereldbekerzege. Op de wereldkampioenschappen freestyleskiën 2021 in Idre Fjäll eindigde Ofner als negende op de skicross.

## Resultaten

### Olympische Spelen
| Jaar | Plaats      | Resultaten   |
| ---- | ----------- | ------------ |
| 2010 | Vancouver   | 23e Skicross |
| 2014 | Sotsji      | 6e Skicross  |
| 2018 | Pyeongchang | 9e Skicross  |

### Wereldkampioenschappen
| Jaar | Plaats        | Resultaten   |
| ---- | ------------- | ------------ |
| 2009 | Inawashiro    | 17e Skicross |
| 2011 | Deer Valley   | 4e Skicross  |
| 2013 | Voss          | 6e Skicross  |
| 2015 | Kreischberg   | 17e Skicross |
| 2017 | Sierra Nevada | 13e Skicross |
| 2019 | Park City     | 14e Skicross |
| 2021 | Idre Fjäll    | 9e Skicross  |

### Wereldbeker
Eindklasseringen
| Seizoen   | Algm | SX  |
| --------- | ---- | --- |
| 2007/2008 | 34e  | 9e  |
| 2008/2009 | 41e  | 13e |
| 2009/2010 | 46e  | 14e |
| 2010/2011 | 40e  | 12e |
| 2011/2012 | 24e  | 7e  |
| 2012/2013 | 40e  | 9e  |
| 2013/2014 | 48e  | 12e |
| 2014/2015 | 16e  | 5e  |
| 2015/2016 | 28e  | 7e  |
| 2016/2017 | 32e  | 7e  |
| 2017/2018 | 48e  | 9e  |
| 2019/2020 | 37e  | 8e  |

Wereldbekerzeges
| Datum            | Plaats      | Onderdeel |
| ---------------- | ----------- | --------- |
| 21 december 2020 | Val Thorens | Skicross  |